# 多斯里奧斯 (加利福尼亞州)
德多斯里奧斯（英語：Dos Rios）是位於美國加利福尼亞州門多西諾縣的一個非建制地區。該地的面積和人口皆未知。

## 地理
德多斯里奧斯的座標為39°43′01″N 123°21′12″W / 39.71694°N 123.35333°W，而該地的平均海拔高度為293米（即961英尺）。